# Tortugo
Tortugo es un barrio de la ciudad de San Juan, Puerto Rico. Según el censo de 2020, tiene una población de 3169 habitantes.

## Geografía
El barrio está ubicado en las coordenadas 18°20′34″N 66°5′29″O / 18.34278, -66.09139. Según la Oficina del Censo de los Estados Unidos, tiene una superficie de 2.2 km², correspondientes en su totalidad a tierra firme.

## Demografía
Según el censo de 2020, hay 3169 personas residiendo en el barrio. La densidad de población es de 1440.4 hab./km². El 12.6 % de los habitantes son blancos, el 8.5 % son afroamericanos, el 0.5 % son amerindios, el 0.3 % son asiáticos, el 21.8 % son de otras razas y el 56.3 % son de una mezcla de razas. Del total de la población el 98.9 % son hispanos o latinos de cualquier raza.